# 采普采維奇
51°22′29″N 26°24′15″E / 51.37472°N 26.40417°E
采普采維奇（烏克蘭語：Цепцевичі），是烏克蘭的村落，位於該國西北部羅夫諾州，由薩爾內區負責管轄，始建於1611年，面積1.85平方公里，海拔高度152米，2024年人口2,462，人口密度每平方公里1,330.8人。